# Sukuma (Simiyu)
Sukuma è una circoscrizione rurale (rural ward) della Tanzania situata nel distretto di Maswa, regione del Simiyu. Conta una popolazione di 9 912 abitanti (censimento 2012).